# رالف إم. فريمان
رالف إم. فريمان (بالإنجليزية: Ralph M. Freeman) هو محامي وقاضي أمريكي، ولد في 5 مايو 1902 في فلاشينغ في الولايات المتحدة، وتوفي في 29 مارس 1990.